# クウェーン
クウェーン（แขวง）はタイバンコクの行政単位の一つ。ケート（区）の下。おおよそ、タイの他の県（チャンワット）におけるアムプーの下位の行政単位、タムボンと似通ったものと考えられている。
ただし、歴史上チャクリー改革の途上では一部の地方の県（ムアン）では県の下位の行政区分にアムプーではなく、おなじくクウェーンと称する行政区分を設置していた（たとえば旧ラーンナー地域など）。現在はこれらのアムプーに相当するクウェーンと称する地域はタイの地方にはない。
ラオスにおけるクウェーン (ແຂວງ) はタイのクウェーンと語源的には同じであるが、国の下位の行政区分をさす言葉であり、多くの場合日本語では「県」の訳語が当てられている。